# Copiphana albina
Copiphana albina är en fjärilsart som beskrevs av Bang-haas 1907. Copiphana albina ingår i släktet Copiphana och familjen nattflyn. Inga underarter finns listade i Catalogue of Life.